# Marco Zarucchi
Marco Zarucchi, né le 22 janvier 1972 à Saint-Gall, est un ancien skieur suisse spécialiste du combiné nordique, licencié au SC Alpina de Saint-Moritz. En 1992, il participe aux Jeux olympiques d'hiver à Albertville, ainsi qu'en 1998 aux Jeux de Nagano. Il est actuellement délégué technique de la FIS sur des épreuves de la Coupe du monde de combiné nordique.

## Palmarès

### Jeux olympiques d'hiver
| Épreuve / Édition | Épreuve / Édition | Albertville 1992 | Nagano 1998 |
| Gundersen         | Gundersen         | 29e              | 25e         |
| Par équipe        | Par équipe        | 10e              | 7e          |

### Championnats du monde
| Épreuve / Édition | Ramsau 1999 |
| Gundersen 15 km   | 19e         |
| Par équipes       | 9e          |
| Sprint            | 17e         |

### Coupe du monde
Marco Zarucchi a obtenu son meilleur classement en coupe du monde en 1996 avec la 11e place du classement général. Il compte deux podiums au cours de sa carrière : une 3e place dans l'épreuve individuelle de Steamboat Springs en 1995 et une 2e place dans le sprint de Ramsau en 1998.

#### Classement par année
| Saison / Épreuve | Saison / Épreuve | Général | Général |
| ---------------- | ---------------- | ------- | ------- |
| Saison / Épreuve | Saison / Épreuve | Class.  | Points  |
| 1993             | 1993             | 36e     | 1       |
| 1994             | 1994             | 49e     | 72      |
| 1995             | 1995             | 21e     | 234     |
| 1996             | 1996             | 11e     | 549     |
| 1997             | 1997             | 30e     | 248     |
| 1998             | 1998             | 24e     | 424     |
| 1999             | 1999             | 19e     | 512     |